# Miccolamia relucens
Miccolamia relucens är en skalbaggsart som beskrevs av Holzschuh 2003. Miccolamia relucens ingår i släktet Miccolamia och familjen långhorningar.
Artens utbredningsområde är Nepal. Inga underarter finns listade i Catalogue of Life.